# Balboa (cràter)
Balboa és un cràter d'impacte que es troba a prop de l'extremitat occidental de la Lluna. A causa de l'escorç, el cràter apareix molt ovalat quan es veu des de la Terra, però en realitat la formació és bastant circular. És comparable en grandària al cràter Dalton, situat just al sud-oest. La vora oriental de Balboa es troba just a l'oest de l'Oceanus Procellarum.
La vora de Balboa està desgastat i erosionada, amb les seccions més intactes situades al llarg del contorn oriental i occidental. L'interior del cràter es va inundar amb lava basàltica en el passat, i el sistema està marcat amb solcs, particularment a prop de la vora nord.

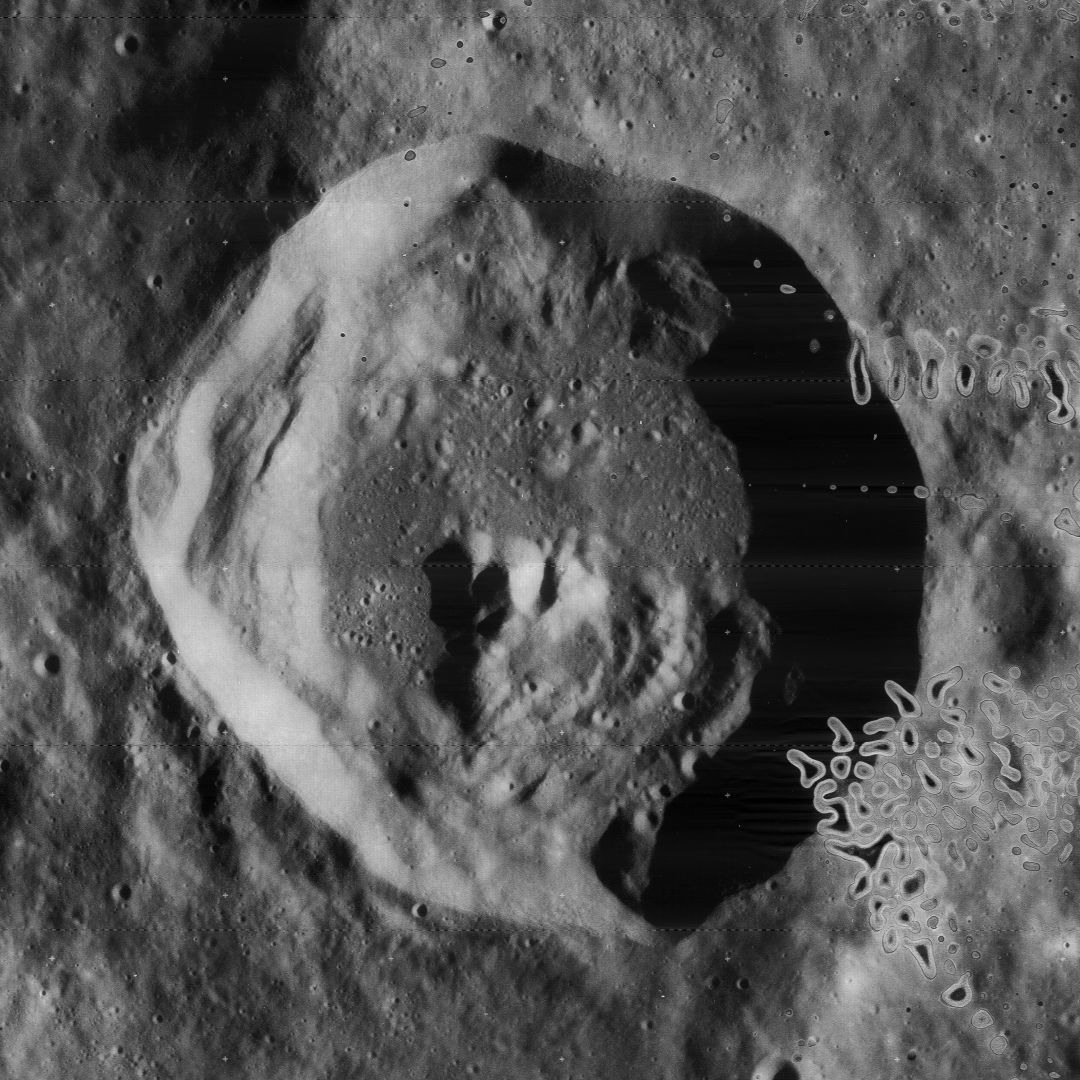
Fotografia del cràter Balboa A (Lunar Orbiter 4)
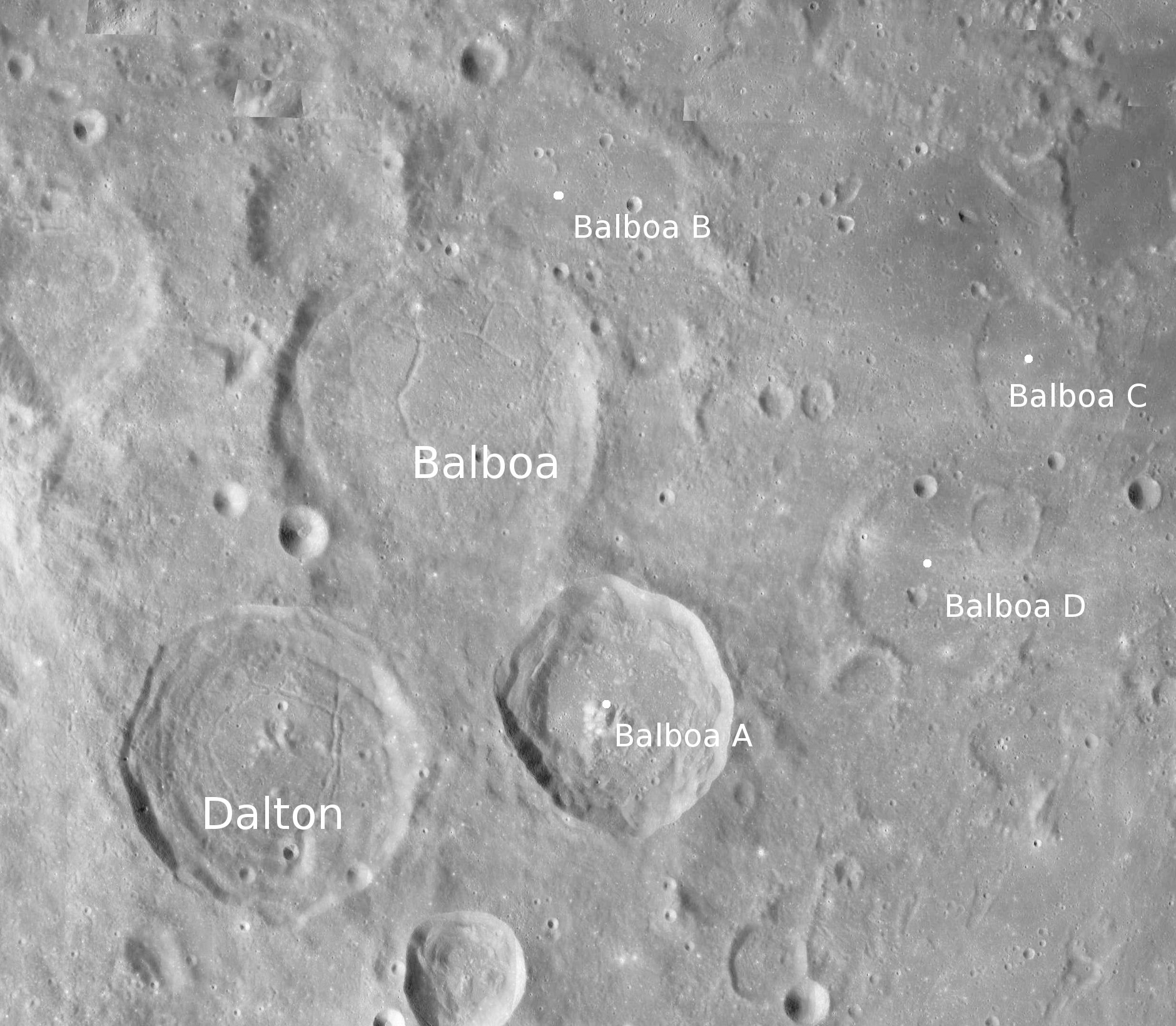
Cràters satèl·lit

Balboa A és un cràter d'impacte ben format, localitzat just al sud-est de Balboa. Presenta una vora amb osques esmolades i un interior irregular. El seu diàmetre és només una mica més petit que el de Dalton, situat directament cap al seu costat oest.

## Cràters satèl·lit
Per convenció aquests elements són identificats en els mapes lunars posant la lletra en el costat del punt central del cràter que està més proper a Balboa.
| Balboa | Coordenades                          | Diàmetre |
| ------ | ------------------------------------ | -------- |
| A      | 17° 24′ N, 81° 54′ O / 17.4°N,81.9°O | 47 km    |
| B      | 20° 18′ N, 82° 18′ O / 20.3°N,82.3°O | 62 km    |
| C      | 19° 36′ N, 79° 06′ O / 19.6°N,79.1°O | 27 km    |
| D      | 18° 12′ N, 79° 42′ O / 18.2°N,79.7°O | 40 km    |